# 宋金战争年表

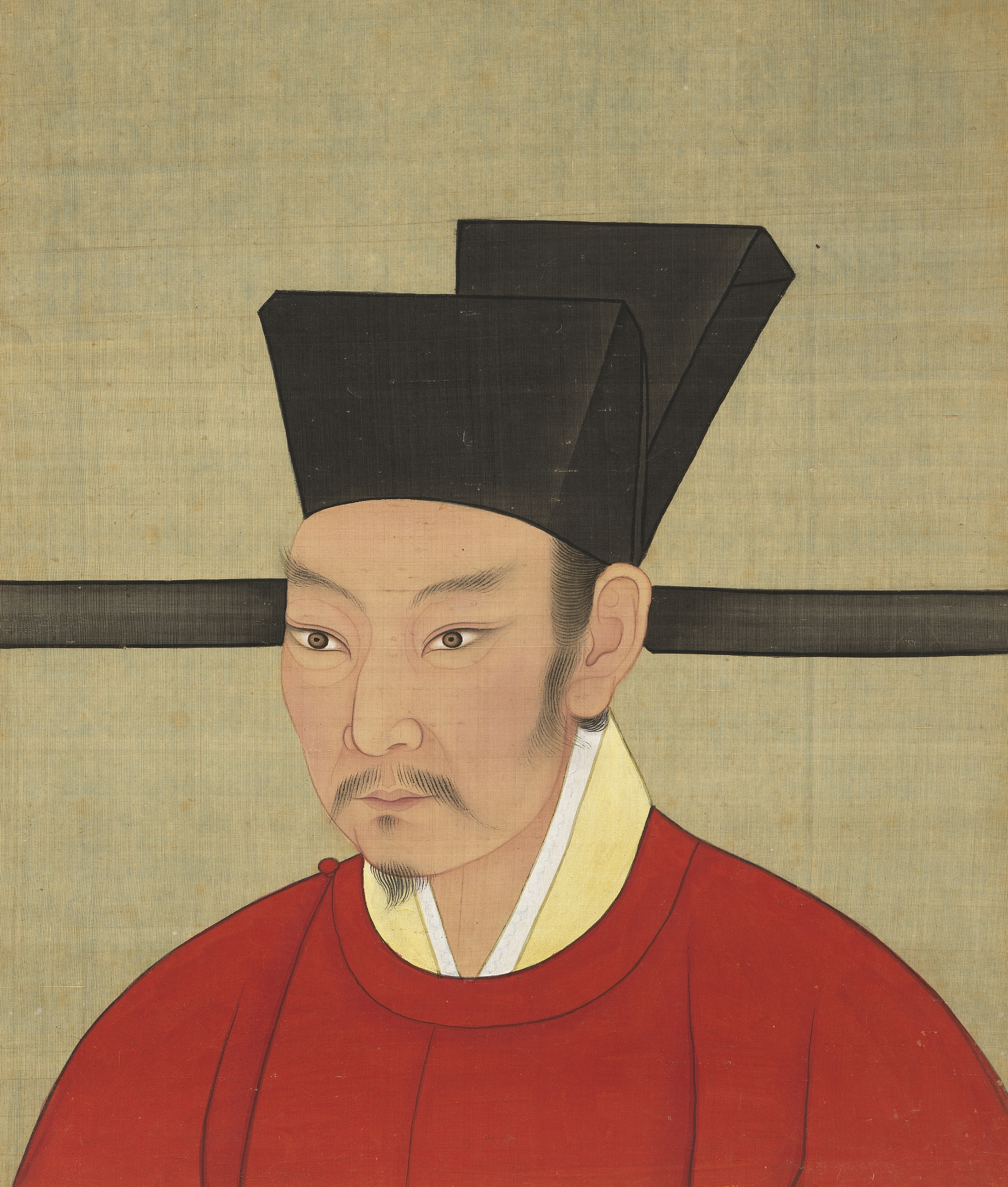
宋金战争期间，被金军俘虏的宋钦宗画像。

宋金战争是于12世纪至13世纪以女真为主的金朝和以汉人为主的宋朝所发生的一系列冲突。女真是位于满洲的满-通古斯语系民族。1122年，女真推翻契丹人为主的辽朝后建国，国号为金。1125年，金朝入侵宋朝，为宋金战争拉开了序幕。
当时，金军部队兵分两路攻宋，并成功攻占太原首府和包围汴梁。之后，宋朝同意割地赔款，以使金军撤退。随着宋朝的衰落，金朝再次派兵入侵，并成功占领汴梁。随后，金军大肆烧杀抢掠，就连皇帝宋钦宗和太上皇宋徽宗也被押送至金充当人质，史称靖康之变。康王赵构在汴梁沦陷后，逃往南方称帝，史称宋高宗，后世将此政权被称为南宋。金朝随后扶持了张楚和刘齐两个傀儡政权。
金朝此后仍持续进攻宋朝，但都被岳飞等宋军将领击退。1142年，两国达成协议，以淮河为界，史称绍兴和议。不久后，金朝国内发生政变，完颜亮杀害金熙宗夺权篡位。1161年，完颜亮御架亲征侵宋。1204年，宋朝内部复仇派意图北伐夺回失土，但未能成功。
宋金战争期间诞生了许多新技术。1132年的德安之战是人类史上首次将火枪运用在实战中。火炮则是一种投掷燃烧物装置，曾在多场战役被人使用。1221年，金军使用铁火炮炮轰宋朝城池，这是人类关于铁火砲的最早记载。北宋灭亡后，女真开始往南迁移，定居在华夏北部，并在耳濡目染下汉化。金廷也演变成和中国歷朝歷代相似的中央集权官僚机构。随着蒙古帝国崛起以及蒙宋结盟，金朝在13世纪灭亡，长达1个世纪的宋金战争结束。

## 注脚
1. 1 2 3 4  Holcombe 2011，第129頁.
2. 1 2 3  Lorge 2005，第52頁.
3. ↑  Lorge 2005，第52–53頁.
4. 1 2 3 4  福赫伯 1994，第229頁.
5. ↑  福赫伯 1994，第229–230頁.
6. ↑  Mote 2003，第299頁.
7. 1 2  Beckwith 2009，第175頁.
8. ↑  福赫伯 1994，第239頁.
9. 1 2 3 4  福赫伯 1994，第241頁.
10. 1 2 3 4  福赫伯 1994，第248頁.
11. 1 2  Chase 2003，第31頁.
12. ↑  Partington 1960，第263–264頁.
13. 1 2  Lorge 2008，第41頁.
14. ↑  福赫伯 1994，第235頁.
15. 1 2  Lorge 2005，第73頁.
16. ↑  张向凌 1992，第94頁.
17. 1 2 3 4 5  Lorge 2005，第53頁.
18. 1 2  福赫伯 1994，第230頁.
19. ↑  Mote 2003，第301頁.
20. 1 2 3  福赫伯 1994，第232頁.
21. 1 2 3 4  Mote 2003，第303頁.
22. ↑  邓广铭 2016，第461頁.
23. ↑  周峰 2002，第89頁.
24. 1 2 3  福赫伯 1994，第240頁.
25. ↑  雷大受 1962，第12頁.
26. ↑  雷大受 1962，第13頁.
27. ↑  雷大受 1962，第14頁.
28. ↑  Partington 1960，第264頁.
29. ↑  张序三 1993，第948頁.
30. ↑  福赫伯 1994，第242頁.
31. ↑  福赫伯 1994，第243頁.
32. 1 2  福赫伯 1994，第247頁.
33. 1 2  福赫伯 1994，第249頁.
34. ↑  福赫伯 1994，第259頁.
35. ↑  福赫伯 1994，第261頁.
36. ↑  福赫伯 1994，第264頁.